# Lagunita de San Diego
Lagunita de San Diego está situado en el Municipio de Landa de Matamoros (en el Estado de Querétaro Arteaga). Tiene 179 habitantes y se encuentra a una altitud de 1925 metros.